# Antigone (oiseau)
Genre
Antigone est un genre d'oiseaux de la famille des Gruidae.

## Liste des espèces
Selon la classification de référence du Congrès ornithologique international (janvier 2024) :
- - Antigone canadensis (Linnaeus, 1758) – Grue du Canada
  - Antigone vipio (Pallas, 1811) – Grue à cou blanc
  - Antigone antigone (Linnaeus, 1758) – Grue antigone
  - Antigone rubicunda (Perry, 1810) – Grue brolga